# Pueblo isera
El pueblo isera pertenece al grupo nilótico, y está tradicionalmente emparentado con la familia atekerin. Habita en el sur de Sudán, entre las ciudades de Nimule y Juba. Se los considera emparentados con los pueblos teso, toposa y dodoth. Tienen una economía que combina recursos agrícolas con la ganadería. Hablan un dialecto nilótico oriental. que también dio origen a las familias lingüísticas de los teso, toposa y dodoth.

## Origen
Una tradición de la cultura nilótica karamojong dice que su pueblo y los teso provienen de los ancestros atekerin y se habrían individualizado recién sobre el siglo XV. De su pasado común habrían dado origen a través de distintas oleadas migratorias a otros pueblos como los, toposa, dodoth, jie y turkana.

## Idioma
Hablan un dialecto nilótico oriental emparentado con la lengua luo. Se les atribuye una amplia ascendencia etnográfica y lingüística sobre otros pueblos como los teso, toposa y dodoth.

## Historia
Los grupos nilóticos que dieron origen a los isera habitaban la región del monte Koten y las colinas Magos situados al noreste de la actual Uganda.
Sobre el siglo XIV habitaban la región de Bahr el Ghazal, al suroeste de Sudán. Sobre los siglos XVI y XVII tuvo lugar una emigración en búsqueda de nuevas tierras hacia el sureste. De ese movimiento población algunos autores entienden que los isera se dividieron y dieron origen al pueblo teso, una etnia que sigue vigente en Kenia y Uganda. De esa misma migración, también habrían derivado los pueblos, toposa y dodoth.
Entre los siglos XVII y XVIII fueron integrando clanes de etnias vecinas como los luo, etíope, patiko, payera, paluo, entre otras. La región de Agoro (Sudán del Sur) fue un centro importante de dispersión y fundación de nuevos grupos a partir de la etnia isera.
Los emigrantes reutilizaron, dondequiera que estuvieran, los nombres de los lugares de su Agoro natal: Magoro, Mukongoro, Itengor, Ngora, Bokora e Igoria.

## Sociedad
La tradición isera se mantiene viva en sus aspectos organizativos. El pueblo se estructura con base en clanes organizados en clases por edad.
El perfeccionamiento de la organización por grupos de edad generó un instrumento de control gerontocrático y dio origen a instituciones sociopolíticas clave en su sociedad. Este tipo de organización fue transmitida por los isera a los pueblos y clanes que iba integrando. El papel de estos grupos de control consistía en resolver disputas y celebrar ceremonias religiosas. Cuánto más pueblos se unían y mestizaban, crecía el poder de estas instituciones de control gobernadas por los ancianos.

## Economía
Practican una agricultura de subsistencia. Complementan con la ganadería.